# Larry Carlton
Larry Carlton (nascido Lawrence Eugene Carlton em 2 de março de 1948 em Torrance,California) é um guitarrista de smooth jazz e de jazz fusion norte-americano. Carlton durante os anos 70 até o início dos 80, se dedicou a acompanhar artistas, tendo participação em discos de artistas como Michael Jackson, Quincy Jones, Herb Alpert, Bobby Bland, Dolly Parton, Linda Ronstadt, Sammy Davis Junior, Steely Dan e Johnny Mitchell.

## Discografia
- With A Little Help From My Friends 1968 Uni
- Singing / Playing 1973 Blue Thumb
- Larry Carlton 1978 Warner Bros. Records
- Mr. 335 Live in Japan 1979 Warner Bros. Records (Japan)
- Strikes Twice 1979 Warner Bros. Records
- Sleepwalk 1981 Warner Bros. Records
- Eight Times Up 1983 Warner Bros. Records
- Friends 1983 MCA
- Last Nite 1986 MCA
- Alone / But Never Alone 1986 MCA
- Discovery 1986 MCA
- On Solid Ground 1989 MCA
- Collection 1990 GRP
- Renegade Gentleman 1991 GRP
- Kid Gloves 1992 GRP
- Larry & Lee 1995 GRP
- Christmas at My House 1995 MCA
- The Gift 1996 GRP
- Collection Vol.2 1997 GRP
- Fingerprints 2000 Warner Bros. Records
- No Substitutions: Live in Osaka (em parceria com Steve Lukather) 2001 Favored Nations
- Deep Into It 2001 Warner Bros. Records
- Sapphire Blue 2003 JVC Music
- The Very Best of Larry Carlton 2005 GRP
- Fire Wire 2006 RCA Victor
- Larry Carlton with Robben Ford Live in Tokyo 2007 335 Records
- Take Your Pick (com Tak Matsumoto) 2010